# Bisdom Kalemie-Kirungu

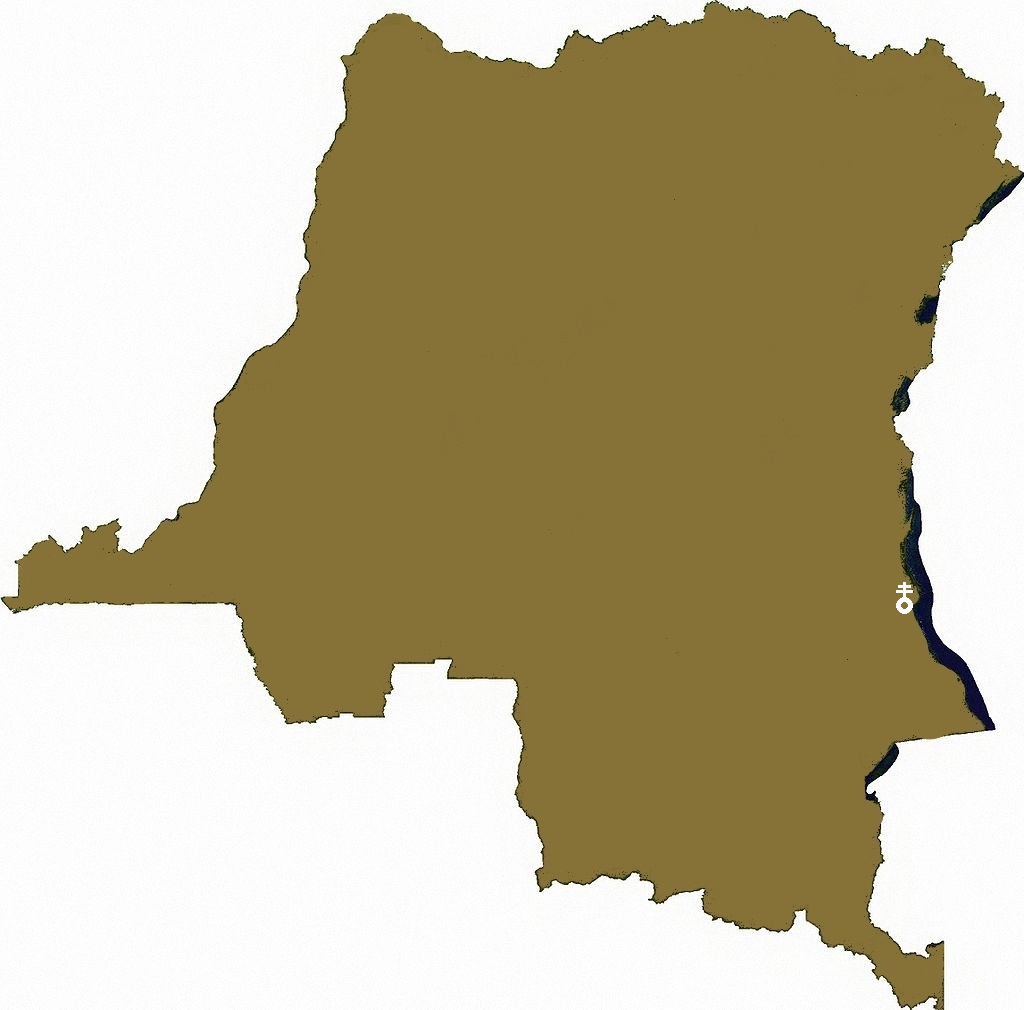
Kalemie

Het bisdom Kalemie-Kirungu (Latijn: Dioecesis Kalemiensis-Kirunguensis) is een rooms-katholiek bisdom in Congo-Kinshasa met als zetel Kalemie. Het is een suffragaan bisdom van het aartsbisdom Lubumbashi en werd opgericht in 1959. 
Het bisdom is ontstaan uit de in 1887 opgerichte apostolische prefectuur van Boven-Congo. In 1939 werd dit de apostolische prefectuur van Baudouinville. In 1959 werd het bisdom Baudouinville opgericht, in 1972 hernoemd naar Kalemie–Kirungu. De eerste bisschop was Urbain Etienne Morlion, M. Afr.. In 1971 werd een deel van het gebied van het bisdom afgestaan aan het nieuw opgerichte bisdom Manono.
In 2016 telde het bisdom 20 parochies. Het bisdom heeft een oppervlakte van 71.577 km² en telde in 2016 1.283.000 inwoners waarvan 61,5% rooms-katholiek was. 

## Bisschoppen
- Urbain Etienne Morlion, M. Afr. (1959-1966)
- Ioseph (Songolo) Mulolwa (1966-1978)
- André Ilunga Kaseba (1979-1988)
- Dominique Kimpinde Amando (1989-2010)
- Jean-Christophe Amade Aloma, M. Afr. (2015- )